# Филиппо, Фабрицио
Фабрицио (Фэб) Филиппо (англ. Fabrizio Filippo; род. 30 ноября 1974) — канадский кинематографист итальянского происхождения. В начале творческой карьеры имя Филиппо, в титрах фильмов и сериалов, где он снимался, указывалось как «Фэб», однако в последние года (в сериалах «Быть Эрикой», «Конец игры», «Близкие друзья») оно указывается как «Фабрицио».

## Биографические сведения
Фабрицио Филиппо родился в Торонто, в семье эмигрантов из Италии. Он является единственным ребёнком в семье. Филиппо начал актёрскую карьеру в 1990 году, снявшись в одном из эпизодов телесериала «Полицейский Кэттс и его собака». В последующие годы он исполнял роли в отдельных эпизодах таких телесериалов, как «Боишься ли ты темноты?» (1994 год), «Баффи — истребительница вампиров», «Полтергейст: Наследие» (1998 год)
В 2004 году Филиппо выступил в качестве режиссёра и сценариста короткометражного фильма «The Human Kazoo», позднее написал сценарий к шестнадцати эпизодам канадского комедийного сериала «Billable Hours».

## Избранная фильмография
| Год       |   | Русское название                  | Оригинальное название               | Роль            |
| --------- | - | --------------------------------- | ----------------------------------- | --------------- |
| 1992      | ф | Школьный бал 4: Избавь нас от зла | Prom Night IV: Deliver Us from Evil | Джонатан        |
| 1993—1997 | с | Готовы или нет                    | Ready or Not                        | Дэм Рэймон      |
| 1994      | с | Боишься ли ты темноты?            | Are You Afraid of the Dark?         | Джонни Анджелли |
| 1994      | с | Закон джунглей                    | The Mighty Jungle                   | Брайан          |
| 1994      | с | Строго на юг                      | Due South                           | Ленни Милано    |
| 1995      | ф | Канадский бекон                   | Canadian Bacon                      | эпизодическая   |
| 1995      | с | Мгновения грядущего               | Flash Forward                       | Зак Андерсон    |
| 1996      | с | Опасные мысли                     | Dangerous Minds                     | Джастин         |
| 1997      | с | Крэкер                            | Cracker                             | Фрэнк           |
| 1998      | с | Полтергейст: Наследие             | Poltergeist: The Legacy             | Итан Адамс      |
| 1998      | с | Баффи — истребительница вампиров  | Buffy the Vampire Slayer            | Скотт Хоуп      |
| 1999      | ф | Жизнь перед этим                  | The Life Before This                | Майкл           |
| 1999      | с | Провиденс                         | Providence                          | Марселло        |
| 1999      | с | ФАКультет                         | Undressed                           | Майкл           |
| 2000      | ф | Вэйдаунтаун                       | waydowntown                         | Том Беннетт     |
| 2000—2001 | с | Уровень 9                         | Level 9                             | Роланд Трэвис   |
| 2002—2003 | с | Близкие друзья                    | Queer as Folk                       | Итан Голд       |
| 2004      | ф | Север Голливуда                   | Hollywood North                     | Фрэнк           |
| 2005      | с | Конец игры                        | Tilt                                | Дэн Уитмарк     |
| 2007      | ф | Сибилла                           | Sybil                               | Рамон           |
| 2009—2010 | с | Быть Эрикой                       | Being Erica                         | Сэт Ньюман      |